# Стрельникова, Александра Николаевна
Алекса́ндра Никола́евна Стре́льникова (1912—1989) — оперная певица, педагог. Наряду со своей матерью Александрой Северовной Стрельниковой является соавтором комплекса дыхательной гимнастики, известного как «дыхательная гимнастика Стрельниковой».
Дыхательная гимнастика Стрельниковой, в числе нескольких других методов, рекомендована Минздравом РФ для восстановления после COVID-19 согласно временным методическим рекомендациям «Медицинская реабилитация при новой коронавирусной инфекции» 2020 года.

## Семья
Отец — Николай Дмитриевич Стрельников, в последний раз его видели в 1919 году. Мать — Александра Северовна, преподаватель пения в Московском оперно-драматическом театре им. Станиславского, потом работала педагогом-вокалистом в Новосибирской филармонии. Также было две сестры — Нина и Татьяна. В молодости Александра вышла замуж, но брак быстро распался.

## Биография
Родилась в 1912 году. С 1920 года жила с сёстрами и матерью во Владивостоке у тёти (старшей сестры своей матери) Лидии. Затем Лидия Северовна переехала с одной из племянниц в Харбин. 
Александра Николаевна Стрельникова стала оперной певицей. Перед войной она пела в труппе Музыкального театра им. К. С. Станиславского и В. И. Немировича-Данченко. Ещё в довоенные годы Александра Николаевна применяла отдельные упражнения своей будущей системы дыхания.
После войны Стрельникова переехала в Новосибирск и стала руководить художественной самодеятельностью, разъезжая с агитбригадой по Новосибирской области. Вернулась в Москву в 1953 году и привезла трёх своих учеников. Двое из них поступили в Московскую консерваторию, третий — в Гнесинское училище. Когда к Александре переехала её мать, она стала работать педагогом-вокалистом в Центральном доме культуры железнодорожников, а мать — в Московской государственной эстраде. Жили в Сокольниках.
У Александры Стрельниковой в это время уже было больное сердце. Спасая себя от приступов удушья, вместе с мамой разработала собственную систему дыхания. Позже она так говорила о своём изобретении:

«Будучи молодой певицей, я потеряла голос. И мама стала для меня искать способ его восстановить. Так постепенно была изобретена гимнастика».

Погибла в сентябре 1989 года в результате ДТП.

## Дыхательная гимнастика
Первая заявка на получение авторского свидетельства на изобретение «Метод лечения астмы дыхательной гимнастикой» была подана ещё Александрой Северовной Стрельниковой. Заявка была зарегистрирована бюро изобретений техсовета Наркомздрава СССР 29 апреля 1941 года и направлена на экспертизу, но получению свидетельства помешала Великая Отечественная война. 
Авторское свидетельство с приоритетом от 14 марта 1972 года получила в конце концов её дочь Александра Николаевна. Изобретение называлось «Способом лечения болезней, связанных с потерей голоса». Первым о дыхательной гимнастике рассказал в 1975 году журнал «Изобретатель и рационализатор», поместивший фотографии Андрея Миронова, выполняющего упражнения. Спустя год там же был опубликован весь комплекс упражнений.

### Отзывы знаменитостей
Одним из восстановивших голос благодаря помощи Стрельниковой был известный впоследствии певец Игорь Тальков. Александра Николаевна помогла ему восстановить повреждённые ещё в детстве хроническим ларингитом голосовые связки и поставить голос, ведь до курса терапии Тальков не мог спеть качественно больше одной песни за одно выступление.
Алла Пугачёва использует гимнастику Стрельниковой. По словам её продюсера, в советских музыкальных училищах эта гимнастика рекомендовалась вокалистам для разогрева.

### Исследования специалистов
Исследования эффективности гимнастики Стрельниковой проводились в Центральной поликлинике № 1 МВД России, в 9-й гарнизонной поликлинике Министерства обороны РФ, в Клинико-диагностическом центре детской городской поликлиники № 69 и Центральном НИИ туберкулёза.
Я. А. Трофимова и кандидат педагогических наук, доцент Н. В. Минникова из Кемеровского государственного университета провели занятия по гимнастике Стрельниковой для 20 дошкольников 6-7 лет в 2017 году. После экспериментального применения гимнастики Стрельниковой проба Штанге увеличилась примерно на 30%, а жизненная ёмкость лёгких после 9 месяцев использования гимнастики увеличилась почти на 300 мл. Число заболеваний на одного ребёнка упало до 2,1, то есть более чем в 2 раза, в сравнении с аналогичным периодом до эксперимента, а средняя продолжительность заболеваний уменьшилась с 6,5 до 4,1 дней.
Кандидат педагогических наук, доцент Е. А. Киселёва из Камской государственной академии физической культуры, спорта и туризма отметила, что никакие дыхательные гимнастики вообще (в том числе гимнастика А. Н. Стрельниковой) «не могут быть полезны всем без исключения людям». Для своего исследования она сформировала экспериментальную и контрольную группы из больных бронхиальной астмой, состоящих из 10 человек в каждой (6 женщин и 4 мужчин) в возрасте 40-50 лет. Исследовав ряд параметров в 2008 году, она пришла к выводу: «Сравнительный анализ воздействия дыхательной системы А. Н. Стрельниковой и стандартной методики ЛФК на физическое состояние больных бронхиальной астмой установил, что по всем результатам исследования показатели экспериментальной группы выше контрольной. ... Прирост исследуемых результатов свидетельствует о положительном влиянии занятий по системе Стрельниковой А.Н.». 
Доцент кафедры спортивной медицины РГУФКСМиТ, кандидат биологических наук, профессор РАЕ А. Б. Мирошников и заведующий этой кафедрой, доктор медицинских наук, профессор, академик РАЕН А. В. Смоленский в 2012 году провели эксперимент с участием 20 человек — не спортсменов  с основным диагнозом «гипертоническая болезнь II стадии». Эксперимент показал, что включение в реабилитационную программу дыхательной гимнастики Стрельниковой способствовало более выраженному понижению и стабилизации САД в покое, при этом разница составила 72,7% относительно контрольной группы.
Дыхательная гимнастика А. Н. Стрельниковой снимает артикуляторную и голосовую судороги речевого аппарата и поэтому является эффективным и незаменимым компонентом комплексного метода лечения заикания. Этот вид процедур также поднимает общий тонус, улучшает настроение лечащихся и укрепляет здоровье организма, ослабленного основным заболеванием.
Магистрант Арул Вимала из медицинского университета Tamil Nadu Dr. M.G.R. Medical University в г. Ченнаи, Индия, в 2012 году исследовала эффективность стрельниковской дыхательной гимнастики на двух группах по 30 детей с инфекциями нижних дыхательных путей. Экспериментальная группа занималась 5 дней по 3 раза в день, а контрольная группа получала обычное лечение. Она пришла к выводу: «Результаты исследования показали, что дыхательная гимнастика Стрельниковой была полезной; было отмечено значительное снижение респираторных симптомов и улучшение дыхательных параметров в экспериментальной группе у детей с инфекционными заболеваниями нижних дыхательных путей». В 2019 году к аналогичным выводам в результате своего исследования пришли Д. Падмаджа и доцент С. Гомати из NRI College of Nursing, г. Гунтур, Индия.

## Фильмография
- «Эта парадоксальная гимнастика…» — сюжет в выпуске киножурнала «Советский спорт» № 10, 1986 г, Центральная студия документальных фильмов[23].